# Isa Aouifia
Isa Josef Aouifia, född 3 januari 1974 i Libanon, är en svensk skådespelare och regissör.

## Biografi
Aouifia studerade vid Teaterhögskolan i Stockholm från 1999 till 2003..
Som regissör har han tolkat August Strindbergs drama Fröken Julie, vilken sattes upp på Teater Giljotin i Stockholm 2009.

## Teater

### Roller
| År   | Roll               | Produktion                             | Regi                 | Teater                      |
| ---- | ------------------ | -------------------------------------- | -------------------- | --------------------------- |
| 1998 |                    | Mistero buffo Dario Fo                 |                      | Södra Teatern               |
| 2000 |                    | Linje Lusta Tennessee Williams         |                      | Teaterhögskolan i Stockholm |
| 2001 |                    | En dåres anteckningar                  |                      | Stockholms stadsteater      |
| 2002 |                    | Cancerbalkongen                        |                      | Teaterhögskolan i Stockholm |
| 2003 |                    | Körsbärsträdgården Anton Tjechov       |                      | Teaterhögskolan i Stockholm |
| 2003 |                    | Ondskans axel                          |                      | Teater Tribunalen           |
| 2004 |                    | Martinsons                             |                      | Dalateatern                 |
| 2004 |                    | Den siste vikingen                     |                      | Teater Nostra               |
| 2004 | Sami               | Utanför mitt fönster Mattias Andersson | Birgitta Englin      | Dramaten                    |
| 2005 |                    | Den lilla flickan med svavelstickorna  |                      | Teater Tribunalen           |
| 2006 |                    | Deka-Dans                              |                      | Teater Giljotin             |
| 2007 |                    | Stockholm Scenfestival                 |                      | Alias Teater                |
| 2007 |                    | Kung Lear William Shakespeare          |                      | Vadstena gamla teater       |
| 2007 |                    | Den mänskliga skalan                   |                      | Alias Teatern               |
| 2008 |                    | Closer                                 |                      | Teaterstudio Lederman       |
| 2008 |                    | Sigurd Slembe                          |                      | Teatret Vårt                |
| 2008 |                    | Invasion                               |                      | Teatret Vårt                |
| 2009 |                    | Mistero buffo Dario Fo                 |                      | Teatret Vårt                |
| 2009 |                    | Tidlös                                 |                      | Teatret Vårt                |
| 2009 |                    | Den komiska tragedin                   |                      | Teatret Vårt                |
| 2009 |                    | Skärbrännaren                          |                      | Teatret Vårt                |
| 2009 |                    | Fröken Julie                           | August Strindberg    | Teater Giljotin             |
| 2018 | Pappa Taikon m.fl. | Katitzi Katarina Taikon                | Mia Winge            | Kulturhuset Stadsteatern    |
| 2024 | Far                | Son och far Alexander Salzberger       | Alexander Salzberger | Dramaten                    |

## Filmografi (i urval)
- 2003 – Fanzine
- 2003 – Miffo
- 2004 – Sjätte juni
- 2004 – Berättelsen om hur Haddock deltog i dödandet av sin bror
- 2005 – Om du var jag
- 2005 – Lasermannen (TV-serie)
- 2005 – Såsom i en hamburgare
- 2006 – Kronprinsessan (TV-serie)
- 2006 – Bror och Syster
- 2006 – AK3 (TV-serie)
- 2007 – Den man älskar
- 2009 – Maskeraden
- 2010 – Yoghurt
- 2018 – Det som göms i snö (TV-serie)
- 2019–2020 – Ture Sventon och Bermudatriangelns hemlighet (TV-serie)
- 2020 – Åreakuten (TV-serie)
- 2020 – Berts dagbok
- 2021 – Beck – Döden i Samarra
- 2023 – Exodus
- 2023 – Bullets
- 2024 – Ronja Rövardotter (TV-serie)

### Fotnoter
1. ↑  Sveriges befolkning
2000:
Aouifia, Isa Josef
(1974-01-03)
Försäkringskassan, uttag avseende 20001231 (2014)
2. 1 2  ”Isa Aouifia”. Svensk Filmdatabas. http://www.sfi.se/sv/svensk-filmdatabas/Item/?type=PERSON&itemid=312515&ref=%2ftemplates%2fSwedishFilmSearchResult.aspx%3fid%3d1225%26epslanguage%3dsv%26searchword%3dIsa+Aouifia%26type%3dPerson%26match%3dBegin%26page%3d1%26prom%3dFalse. Läst 23 september 2012.
3. ↑  ”Avgångsklassen 2003”. Stockholms dramatiska högskola. http://www.stdh.se/vara-studenter/skadespeleri/tidigare-studenter/studenter-2000-2009/avgangsklassen-2003. Läst 19 februari 2015.
4. ↑  Arvas, Maina (12 november 2009). ”Sjösjuk frökn”. Nummer.se. http://nummer.se/froken-julie/. Läst 23 september 2012.